# Death Magic
| Совокупная оценка    | Совокупная оценка |
| Источник             | Оценка            |
| -------------------- | ----------------- |
| Metacritic           | 73/100            |
| Оценки критиков      |                   |
| Источник             | Оценка            |
| AllMusic             | [ 2 ]             |
| The A.V. Club        | A−                |
| Clash                | 8/10              |
| Consequence of Sound | C                 |
| NME                  | 8/10              |
| The Observer         | [ 7 ]             |
| Pitchfork            | 7.8/10            |
| PopMatters           | [ 9 ]             |
| Sputnikmusic         | 4.2/5             |
| Tiny Mix Tapes       | [ 11 ]            |

DEATH MAGIC — третий студийный альбом американской нойз-рок группы HEALTH. Он был выпущен лейблом Loma Vista Recordings 7 августа 2015 года, спустя шесть лет с момента выхода предыдущей студийной работы под названием Get Color. Это последний альбом HEALTH, записанный при участии Юпитера Киза, который покинул коллектив в конце 2015 года  ради совместного творчества с Элис Гласс, бывшей вокалисткой Crystal Castles.

## Список песен
1. «VICTIM» — 2:00
2. «STONEFIST» — 3:24
3. «MEN TODAY» — 2:03
4. «FLESH WORLD (UK)» — 3:54
5. «COURTSHIP II» — 3:35
6. «DARK ENOUGH» — 3:42
7. «LIFE» — 3:53
8. «SALVIA» — 1:48
9. «NEW COKE» — 3:39
10. «L.A. LOOKS» — 3:24
11. «HURT YOURSELF» — 4:10
12. «DRUGS EXIST» — 3:52